# 물병자리 EZ
물병자리 EZ(EZ Aquarii) 또는 루이텐 789-6, 글리제 866은 물병자리 방향으로 지구로부터 약 11.3 광년(3.5 파섹) 떨어져 있는 삼중성계이다.

## 상세
글리제 항성 목록에서 866번 번호를 받은 이 천체는 30년 동안 단독성으로 여겨져 왔다. 1986년 막스 플랑크 천문학 협회(MPIA)의 천문학자들은 고해상도 반점 간섭기의 힘을 빌려 주성으로부터 고작 0.4 초각 떨어진 위치에서 반성 하나를 찾아냈다. 1999년 프랑스 천문학자들이 계의 세 번째 구성원을 발견했다. 빌럼 야코프 라위턴은 이 계의 고유운동 값이 크다는 사실을 발견했다.
계를 이루는 구성원 전부는 적색왜성으로, 셋 모두 질량이 수소 핵융합의 하한선인 태양질량의 0.08 배 또는 목성질량의 83 배에 가까워서 융합으로 만들어낸 열을 대류 작용을 통해서만 전달할 수 있다. 물병자리 EZ는 용자리 BY형 변광성으로도 분류된다. 계의 구성원들 중 A와 C는 분광쌍성이며 A와 C는 서로를 3.8 일 주기로 0.03 천문단위만큼 떨어져서 공전하고 있다. AC는 다시 물병자리 EZ B와 823 일을 1 주기로 질량중심을 공전하고 있다. 물병자리 EZ의 구성원들 중 A와 B는 둘 다 엑스선을 방출하고 있다.
데이터들을 조합하여 구한 구성원 셋 각각의 질량은 다음과 같다.(오차율 ≈ 1%)
- 물병자리 EZ A : 0.1187 ± 0.0011 M⊙
- 물병자리 EZ B : 0.1145 ± 0.0012 M⊙
- 물병자리 EZ C : 0.0930 ± 0.0008 M⊙ , 셋 중 제일 어두운 구성원이다. 동역학적으로 구한 질량값은 태양질량의 10% 미만이다.

물병자리 EZ AC 주변의 생명체 거주가능 영역 안에서 쌍성주위 행성이 AC를 어머니 항성 하나처럼 삼아 돌고 있을 가능성이 있다. 물병자리 EZ는 태양계에 가까워지고 있으며 약 32300년 후 태양에 8.2 광년(2.5 파섹)까지 다가왔다가 다시 멀어질 것이다. ChView 시뮬레이션에 따르면 물병자리 EZ 계에서 가장 가까운 이웃은 라카유 9352이며 둘 사이 간격은 약 4.1 광년(1.3 파섹)이다.

## 같이 보기
- 가까운 별 목록